# Anaulacomera dentata
Anaulacomera dentata är en insektsart som beskrevs av Brunner von Wattenwyl 1878. Anaulacomera dentata ingår i släktet Anaulacomera och familjen vårtbitare. Inga underarter finns listade i Catalogue of Life.